# Gordon Hayward
Gordon Daniel Hayward, född 23 mars 1990 i Indianapolis i Indiana, är en amerikansk basketspelare (small forward).
2010 till 2017 spelade Hayward i Utah Jazz, där han växte fram till att bli lagets nyckelspelare. Säsongen 2016/2017 blev han uttagen till NBA:s All Star-match för första gången. Sedan 2020 spelar han i Charlotte Hornets.